# Frangula microphylla
Frangula microphylla là một loài thực vật có hoa trong họ Táo. Loài này được (Humb. & Bonpl. ex Schult.) Grubov mô tả khoa học đầu tiên năm 1949.